# Lao She

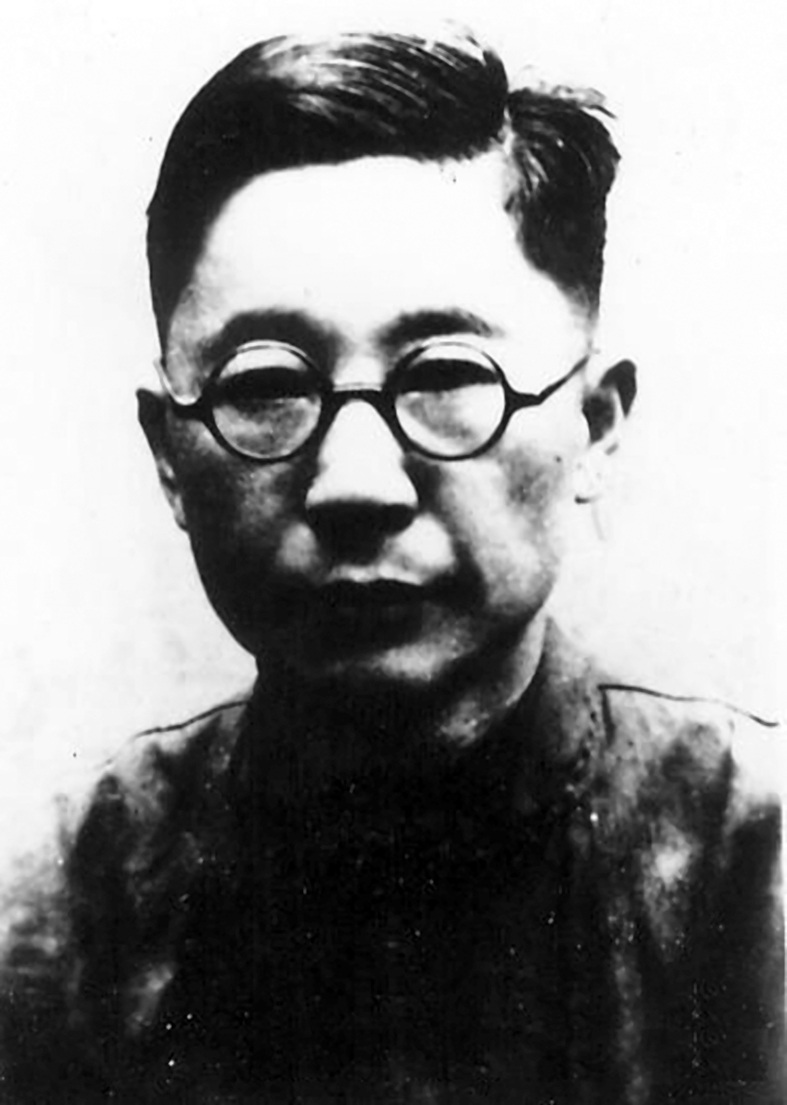
Lao She (1934)

Lao She (chinesisch 老舍, Pinyin Lǎo Shě), (* 3. Februar 1899 in Peking; † 24. August 1966 ebenda) war ein moderner chinesischer Schriftsteller.
Er wurde unter dem Namen Shū Qìngchūn (舒慶春) geboren; der ethnischen Abstammung nach war er Mandschure. Er benutzte neben Lao She auch das Pseudonym Shu Sheyu.

## Leben
Der Sohn eines 1900 ums Leben gekommenen mandschurischen Soldaten wuchs in ärmlichen Verhältnissen in Peking auf. Die Mutter brachte die Familie als Putzfrau und Wäscherin durch. Dennoch konnte er von 1913 bis 1918 das Pekinger Lehrerseminar besuchen, da dieses bei freier Kost und Logis kein Schulgeld erhob. Nach Abschluss nahm er eine Tätigkeit als Lehrer auf und belegte daneben an der Peking-Universität das Fach Englisch. Dadurch ergab sich 1924 die Möglichkeit, als Chinesisch-Lektor an die School of Oriental Studies in London nach England zu gehen. Er blieb fünf Jahre in England und begann in dieser Zeit mit dem Schreiben.
Seine Heimreise führte ihn drei Monate durch Frankreich, Deutschland und Italien; von Marseille aus reiste er per Schiff nach Singapur, wo er vorübergehend Chinesisch unterrichtete, um das Geld für die Weiterreise zu verdienen. Im Jahr 1930 kehrte er nach China zurück, wo er nach Jinan, der Hauptstadt der Provinz Shandong, an die Universität als Professor für Literatur berufen wurde.
Im Sommer 1931 heiratete er Hu Jieqing, eine Lehrerin, die damals an einer Mittelschule Chinesisch unterrichtete.
1934 wurde die erste Sammlung seiner Erzählungen „Hastiggeschriebenes“ (Ganji) publiziert. Im September 1934 wechselte er an die Shandong-Universität in Qingdao. 1936 gab er seine Lehrtätigkeit auf, um sich ganz der Schriftstellerei widmen zu können.
Doch schon im Juli 1937 brach der Krieg aus, Lao She musste mit der Familie (inzwischen war gerade das dritte Kind geboren) Qingdao verlassen. Er ging zurück nach Jinan, wo er Mitte Oktober auch flüchten, allerdings Frau und Kinder zurücklassen musste. Er gelangte ins Landesinnere, wohin sich die Guomindang-Regierung zurückgezogen hatte. Während des chinesisch-japanischen Krieges leitete er die „Antijapanische Gesellschaft der chinesischen Kunst- und Literaturschaffenden“ in Chongqing und versuchte mühsam, seine Existenz durch Schreiben zu sichern. Ende 1943 schlug sich seine Frau mit den Kindern zu ihm durch und inspirierte ihn mit ihren Erzählungen von der japanischen Besatzung zu einem großen Werk zu diesem Thema. Ende 1946 erschienen die ersten beiden Teile von „Vier Generationen unter einem Dach“, welche das Leben in Peking während der Okkupation durch Japan (1937–1940) beschreibt. Die weiteren Teile schrieb er nach Kriegsende teilweise in den USA, wohin er 1946 gemeinsam mit dem Dramatiker Cao Yu eine Einladung erhalten hatte. 1949, nach Gründung der Volksrepublik China, kam er auf Einladung von Ministerpräsident Zhou Enlai in sein Land zurück.
Während der Kulturrevolution wurde Lao She, wie die meisten anderen Intellektuellen, terrorisiert und als „reaktionärer Machthaber des Kulturbereichs“ gedemütigt und misshandelt. Am 24. August 1966 schied er aus dem Leben, er ertränkte sich im Taiping-See von Peking (太平湖 – „See des Großen Friedens“).
Erst 1978 wurde er posthum rehabilitiert. Heute werden seine Werke in China wieder gelesen und gesehen.

## Werk
Der Roman, der seinen literarischen Ruhm begründete, hieß Luòtuo Xiángzi (駱駝祥子, Rikschakuli, wörtlich Kamel Xiangzi) und wurde 1936 veröffentlicht. Es wird bis heute als eines der wichtigsten Werke der neueren Literatur Chinas betrachtet. Neben mehreren Verfilmungen gibt es auch eine Opernfassung des Komponisten Guo Wenjing (Luòtuo Xiángzi, 2014).
Lao She schrieb 16 Romane, 36 Dramen und über 70 Novellen und Kurzgeschichten. Er gehörte zu den Schriftstellern, die die chinesische Umgangssprache zur Literatursprache erhoben, was in der chinesischen Literaturgeschichte einer Revolution gleichkam. Alle Werke beschäftigen sich mit Peking in verschiedenen Zeitaltern. Sein Stil ist scharf, präzise, teils satirisch und humorvoll; er lehnt sich häufig an chinesische Dialekte an, was es für Übersetzer schwierig macht, die Werke in europäische Sprachen zu übertragen. Dennoch zählt er zu den am häufigsten übersetzten chinesischen Autoren.
Der Künstlername Lao She entstammt der Aufspaltung seines Nachnamens in die beiden graphischen Bestandteile shě (舍 – „aufgeben“) und yú (予 – „Ich“), also „das Ich aufgeben“, wobei er das „Ich“ auch tatsächlich aus seinem Namen tilgte.

## Romane (Auswahl)
- Die Philosophie des alten Chang (chinesisch 老張的哲學, Pinyin Lǎo zhāng de zhéxué, 1928).
- Eine Erbschaft in London (二馬,  Èr Mǎ – „Die zwei Ma“, 1931), Roman. Aus dem Chinesischen von Irmtraud Fessen-Henjes. Verlag Volk und Welt. Berlin 1988. ISBN 3-353-00374-6.
- Die Blütenträume des Lao Li (離婚,  Líhūn – „Scheidung“, 1933). Aus dem Chinesischen von Irmtraud Fessen-Henjes. Verlag Volk und Welt. Berlin 1984. ISBN 3-406-30469-9.
- Die Stadt der Katzen (貓城記,  Māochéngjì, 1933). Aus dem Chinesischen von Volker Klöpsch. Suhrkamp Verlag. Frankfurt am Main 1985. ISBN 3-518-37654-3.
- Rikscha Kuli (駱駝祥子,  Luòtuo xiángzi – „Der Glückspilz mit den Kamelen“, 1939), Roman. Aus dem Chinesischen von Florian Reissinger. Suhrkamp Taschenbuch Verlag. Frankfurt am Main 1989. ISBN 3-518-38161-X.
- Vier Generationen unter einem Dach (四世同堂,  Sìshì tóngtáng, 1946–1947). Aus dem Chinesischen von Irmtraud Fessen-Henjes. Unionsverlag. Zürich 1998. ISBN 3-293-00257-9.
- Sperber über Peking (正紅旗下,  Zhènghóng qíxià – „Unter der Roten Fahne“, 1980, unvollendet). Aus dem Chinesischen von Silvia Kettelhut. Herder. Freiburg im Breisgau 1992. ISBN 3-451-22577-8.

## Prosaskizzen, Dramen (Auswahl)
- Engländer (英國人,  Yīngguórén, 1936). Aus dem Chinesischen von Notker Böhme. In: Hefte für Ostasiatische Literatur Nr. 12 (März 1992), S. 81–86.
- Hunde (狗,  Gǔo, 1945). Aus dem Chinesischen von Markus Niggenaber. In: Hefte für Ostasiatische Literatur Nr. 12 (März 1992), S. 76–77.
- Das Teehaus (茶館,  Cháguǎn, 1957), Schauspiel. Aus dem Chinesischen von Volker Klöpsch. Rowohlt. Reinbek bei Hamburg 1980. ISBN 3-518-11054-3.
- Katzen (貓,  Māo, 1959). Aus dem Chinesischen von Sybill Lieber. In: Hefte für Ostasiatische Literatur Nr. 12 (März 1992), S. 78–80.